# 长其
长其（1029年－1039年），后称大历（1041年）、南天（1045年—1052年）、大南（1052年—1053年），宋朝中期廣源州蠻（壮族前身之一）部族首领侬氏建立的政权。

## 长其国
壮族首领侬全福为广西广源州（今靖西、田东一带）势力最大的部族首领，于1029年后在当地建立“长其国”（一说“长生国”），自称“昭圣皇帝”，立其妻阿侬为“明德皇后”，封儿子侬智高为“南衙王”。侬全福一度依附大瞿越李朝，但不久又宣布独立，不接受大瞿越的宗主地位。1039年，大瞿越军队突袭长其国，虏走侬全福。侬智高继位，向大瞿越请求释放其父，李太宗拒绝了他的请求，杀其父于昇龙。

## 大历国
侬智高于1041年自立为王，建立“大历国”。这招致了越南再次进攻，侬智高被俘。侬智高在表示愿意臣服于大瞿越，李太宗将其释放，希望能够借其手反对北宋。

## 南天国
1045年，侬智高占领安德州，宣布建立“南天国”，年号景瑞，再次与大瞿越决裂。1048年，侬智高打败来犯的大瞿越军。次年，侬智高开始袭扰北宋，由于向宋朝求官不得，他打算在北宋和大瞿越之间建立一个独立势力。为达目的，侬智高希望能迅速控制岭南地区，并以此为基本与北宋议和，获得独立割据于广西的地位。

## 大南国
南天国景瑞四年（北宋皇祐四年）四月初六（1052年5月7日），侬智高以五千人起兵。五月初一（5月31日），攻占邕州。侬智高在邕州自立为“仁惠皇帝”，宣布建立“大南国”，年号启历，一应官制都按照宋朝规制设立。五月初九（6月8日），侬智高率主力东征，一路势如破竹，五月廿六（6月25日），进围广州。由于广州城池坚固，侬智高又缺乏攻城器械，被迫在围攻57天不克后撤围北上。此时，侬智高全军已发展为5万人。其后，侬智高军队席卷广西、广东各地，并计划北上攻打湖南。宋仁宗撤回西夏前线的主力，任命狄青为枢密副使，率兵南征侬智高。狄青先锋杨文广于年底抵达桂州，与侬军相遇，作战不利，一度被困。1053年初，狄青主力抵达广西，在昆仑关之战、归仁铺之战击败侬智高。兵溃后，侬智高率族人逃奔大理国，被段思廉安置于元江流域。1055年，侬智高因故被大理国朝廷处决。